# ゲラ県
ゲラ県は、チャドの14の県の一つである。県都はモンゴ。チャドの南部に位置し、面積は58,950km2、人口は306,253人（1993年）で、そのうち263,843人が定住者（農村部：219,884人、都市部：43,959人）、42,810人が遊牧民であるとされている。主な民族グループは、ハジェライ人（66.18％）とアラブ人（21.11％）。